# آلباتروس سی. ۲
آلباتروس سی. ۲ (به انگلیسی: Albatros_C.II) یک هواگرد از نوع نظامی، هواپیمای تجسسی و هواپیمای دوباله ساخت شرکت آلباتروس فلوکتسایک‌ورک در آلمان است. در مجموع، تعداد ۱ فروند از این هواگرد ساخته شده‌است.